# Mustasaari (ö i Finland, Kymmenedalen, Kotka-Fredrikshamn, lat 60,46, long 26,84)
Mustasaari är en ö i Finland.   Den ligger i kommunen Kotka i den ekonomiska regionen  Kotka-Fredrikshamn  och landskapet Kymmenedalen, i den södra delen av landet, 110 km öster om huvudstaden Helsingfors.